# Gommersdorf
Gommersdorf é uma comuna francesa na região administrativa de Grande Leste, no departamento Alto Reno. Estende-se por uma área de 4,15 km². Em 2010 a comuna tinha 374 habitantes (densidade: 90,1 hab./km²).